# بلال عبد الكريم
بلال عبد الكريم (بالإنجليزية: Bilal Abdul Kareem)‏ ولد باسم داريل لامونت فيلبس هو صحفي أمريكي ومراسل حربي اشتهر بفضل تغطيته المستمرة لأحداث الحرب الأهلية السورية. عمل بلال مع شبكة سي إن إن، كما فتحَ له قناة على اليوتيوب بعنوان «أخبار على أرض الواقع».
قال إنه يعتقد أنه على «قائمة الاغتيالات الأمريكية». كما زعم أنه نجا من خمس محاولات اغتيال نفذها الجيش الأمريكي بطائرات مسيرة، أدت إلى مقتل مدنيين كانوا متواجدين بجواره، بما في ذلك هجومين على مركبتين كان يستقلهما، وهجوم على سيارته التي كان بداخلها عبر محاولة تفجيرها بصاروخ ٱطلق من طائرة بدون طيار. تعرض لانتقادات من قبل بعض المراقبين بسبب اصطفافه مع المقاتلين الجهاديين في سوريا، حيث ذكرت صحيفة نيويورك تايمز أن كريم كان يعتبر بالنسبة للبعض «دعاية جهادية».
اعتقلته قوات هيئة تحرير الشام في أغسطس 2020 في بلدة أطمة شمال ادلب. بعد ستة أشهر من الاعتقال، أطلق سراحه في 17 فبراير 2021.
متزوج وله ستة أطفال.